# Premier ministre de Maurice
Le Premier ministre de Maurice (en anglais : Prime Minister of Mauritius) est le chef du gouvernement de la république de Maurice.

## Historique
Le 26 septembre 1961, l'île Maurice, alors colonie britannique, accède à l'autonomie et Seewoosagur Ramgoolam devient ministre en chef. Lors de l'indépendance le 12 mars 1968, la fonction est remplacée par celle de Premier ministre.